# Interlands Schots voetbalelftal 1950-1959
Deze pagina toont een chronologisch en gedetailleerd overzicht van de interlands die het Schots voetbalelftal heeft gespeeld in de periode 1950 – 1959.

## Interlands

### 1950
| |           |                 |          |                                                                             |
| 15 april WK 1950 kwalificatie / British Home Championship 1949/50 № 208 «onderlinge duels» 15:00 uur (UTC+1) | Schotland | 0 – 1           | Engeland | Hampden Park, Glasgow Toeschouwers: 133.300 Scheidsrechter: Reg Leafe (ENG) |
| 15 april WK 1950 kwalificatie / British Home Championship 1949/50 № 208 «onderlinge duels» 15:00 uur (UTC+1) |           | 63' Roy Bentley |          | Hampden Park, Glasgow Toeschouwers: 133.300 Scheidsrechter: Reg Leafe (ENG) |

|                                                                       |                                                     |       |                     |                                                                                 |
| 26 april Vriendschappelijk № 209 «onderlinge duels» 18:30 uur (UTC+1) | Schotland                                           | 3 – 1 | Zwitserland         | Hampden Park, Glasgow Toeschouwers: 123.751 Scheidsrechter: George Reader (ENG) |
| 26 april Vriendschappelijk № 209 «onderlinge duels» 18:30 uur (UTC+1) | Willie Bauld 10' Bobby Campbell 38' Allan Brown 44' |       | 21' Charles Antenen | Hampden Park, Glasgow Toeschouwers: 123.751 Scheidsrechter: George Reader (ENG) |

|                                                                   |                              |       |                                  |                                                                                     |
| 21 mei Vriendschappelijk № 210 «onderlinge duels» 16:00 uur (UTC) | Portugal                     | 2 – 2 | Schotland                        | Estádio Nacional, Oeiras Toeschouwers: 68.000 Scheidsrechter: Ramón Azón Roma (ESP) |
| 21 mei Vriendschappelijk № 210 «onderlinge duels» 16:00 uur (UTC) | José Travassos 9' Albano 29' |       | 20' Willie Bauld 23' Allan Brown | Estádio Nacional, Oeiras Toeschouwers: 68.000 Scheidsrechter: Ramón Azón Roma (ESP) |

|                                                                     |           |                 |           | |
| 27 mei Vriendschappelijk № 211 «onderlinge duels» 15:00 uur (UTC+1) | Frankrijk | 0 – 1           | Schotland | Stade olympique Yves-du-Manoir, Parijs Toeschouwers: 35.568 Scheidsrechter: Julián Arqué Martín (ESP) |
| 27 mei Vriendschappelijk № 211 «onderlinge duels» 15:00 uur (UTC+1) |           | 69' Allan Brown |           | Stade olympique Yves-du-Manoir, Parijs Toeschouwers: 35.568 Scheidsrechter: Julián Arqué Martín (ESP) |

|                                                                                         |                   |       |                                          |                                                                              |
| 21 oktober British Home Championship 1950/51 № 212 «onderlinge duels» 15:00 uur (UTC+1) | Wales             | 1 – 3 | Schotland                                | Ninian Park, Cardiff Toeschouwers: 60.000 Scheidsrechter: Arthur Ellis (ENG) |
| 21 oktober British Home Championship 1950/51 № 212 «onderlinge duels» 15:00 uur (UTC+1) | Aubrey Powell 68' |       | 23', 57' Lawrie Reilly 72' Billy Liddell | Ninian Park, Cardiff Toeschouwers: 60.000 Scheidsrechter: Arthur Ellis (ENG) |

|                                                                                       |                                                      |       |                   |                                                                                   |
| 1 november British Home Championship 1950/51 № 213 «onderlinge duels» 14:45 uur (UTC) | Schotland                                            | 6 – 1 | Noord-Ierland     | Hampden Park, Glasgow Toeschouwers: 83.142 Scheidsrechter: Mervyn Griffiths (WAL) |
| 1 november British Home Championship 1950/51 № 213 «onderlinge duels» 14:45 uur (UTC) | John McPhail 10', 14' Billy Steel 53', 57', 66', 79' |       | 43' Kevin McGarry | Hampden Park, Glasgow Toeschouwers: 83.142 Scheidsrechter: Mervyn Griffiths (WAL) |

|                                                                        |           |                    |            |                                                                               |
| 13 december Vriendschappelijk № 214 «onderlinge duels» 14:15 uur (UTC) | Schotland | 0 – 1              | Oostenrijk | Hampden Park, Glasgow Toeschouwers: 68.000 Scheidsrechter: William Ling (ENG) |
| 13 december Vriendschappelijk № 214 «onderlinge duels» 14:15 uur (UTC) |           | 26' Ernst Melchior |            | Hampden Park, Glasgow Toeschouwers: 68.000 Scheidsrechter: William Ling (ENG) |

### 1951
|                                                                                     |                                   |       |                                                         |                                                                                    |
| 14 april British Home Championship 1950/51 № 215 «onderlinge duels» 15:00 uur (UTC) | Engeland                          | 2 – 3 | Schotland                                               | Wembley Stadium, Londen Toeschouwers: 98.750 Scheidsrechter: George Mitchell (SCO) |
| 14 april British Home Championship 1950/51 № 215 «onderlinge duels» 15:00 uur (UTC) | Harold Hassall 26' Tom Finney 63' |       | 33' Bobby Johnstone 47' Lawrie Reilly 53' Billy Liddell | Wembley Stadium, Londen Toeschouwers: 98.750 Scheidsrechter: George Mitchell (SCO) |

|                                                                     |                                                      |       |                         |                                                                             |
| 12 mei Vriendschappelijk № 216 «onderlinge duels» 15:00 uur (UTC+1) | Denemarken                                           | 3 – 1 | Schotland               | Hampden Park, Glasgow Toeschouwers: 75.000 Scheidsrechter: Bill Evans (ENG) |
| 12 mei Vriendschappelijk № 216 «onderlinge duels» 15:00 uur (UTC+1) | Billy Steel 33' Lawrie Reilly 59' Bobby Mitchell 86' |       | 6' Jørgen Wagner Hansen | Hampden Park, Glasgow Toeschouwers: 75.000 Scheidsrechter: Bill Evans (ENG) |

|                                                                     |                   |       |           |                                                                                    |
| 16 mei Vriendschappelijk № 217 «onderlinge duels» 18:30 uur (UTC+1) | Schotland         | 1 – 0 | Frankrijk | Hampden Park, Glasgow Toeschouwers: 75.394 Scheidsrechter: Reginald Mortimer (ENG) |
| 16 mei Vriendschappelijk № 217 «onderlinge duels» 18:30 uur (UTC+1) | Lawrie Reilly 78' |       |           | Hampden Park, Glasgow Toeschouwers: 75.394 Scheidsrechter: Reginald Mortimer (ENG) |

|                                                                     |        |                                                                  |           |                                                                                       |
| 20 mei Vriendschappelijk № 218 «onderlinge duels» 16:00 uur (UTC+1) | België | 0 – 5                                                            | Schotland | Heizelstadion, Brussel Toeschouwers: 55.135 Scheidsrechter: Louis Fauquemberghe (FRA) |
| 20 mei Vriendschappelijk № 218 «onderlinge duels» 16:00 uur (UTC+1) |        | 10', 60', 76' George Hamilton 15' Jimmy Mason 85' Willie Waddell |           | Heizelstadion, Brussel Toeschouwers: 55.135 Scheidsrechter: Louis Fauquemberghe (FRA) |

|                                                                     |                                                         |       |           |                                                                                               |
| 27 mei Vriendschappelijk № 219 «onderlinge duels» 17:00 uur (UTC+1) | Oostenrijk                                              | 4 – 0 | Schotland | Ernst Happelstadion, Ernst Happelstadion Toeschouwers: 65.000 Scheidsrechter: Jean Lutz (SUI) |
| 27 mei Vriendschappelijk № 219 «onderlinge duels» 17:00 uur (UTC+1) | Gerhard Hanappi 42', 56' Theodor Wagner 70' (pen.), 87' |       |           | Ernst Happelstadion, Ernst Happelstadion Toeschouwers: 65.000 Scheidsrechter: Jean Lutz (SUI) |

|                                                                                        |               |                                        |           |                                                                                   |
| 6 oktober British Home Championship 1951/52 № 220 «onderlinge duels» 15:00 uur (UTC+1) | Noord-Ierland | 0 – 3                                  | Schotland | Windsor Park, Belfast Toeschouwers: 56.946 Scheidsrechter: William H. Evans (ENG) |
| 6 oktober British Home Championship 1951/52 № 220 «onderlinge duels» 15:00 uur (UTC+1) |               | 32' Tommy Orr 44', 62' Bobby Johnstone |           | Windsor Park, Belfast Toeschouwers: 56.946 Scheidsrechter: William H. Evans (ENG) |

|                                                                                        |           |                    |       |                                                                               |
| 14 november British Home Championship 1951/52 № 221 «onderlinge duels» 14:30 uur (UTC) | Schotland | 0 – 1              | Wales | Hampden Park, Glasgow Toeschouwers: 71.272 Scheidsrechter: Paddy Morris (NIR) |
| 14 november British Home Championship 1951/52 № 221 «onderlinge duels» 14:30 uur (UTC) |           | 89' Ivor Allchurch |       | Hampden Park, Glasgow Toeschouwers: 71.272 Scheidsrechter: Paddy Morris (NIR) |

### 1952
|                                                                                    |                   |       |                       |                                                                                |
| 5 april British Home Championship 1951/52 № 222 «onderlinge duels» 15:00 uur (UTC) | Schotland         | 1 – 2 | Engeland              | Hampden Park, Glasgow Toeschouwers: 134.504 Scheidsrechter: Paddy Morris (NIR) |
| 5 april British Home Championship 1951/52 № 222 «onderlinge duels» 15:00 uur (UTC) | Lawrie Reilly 76' |       | 10', 44' Stan Pearson | Hampden Park, Glasgow Toeschouwers: 134.504 Scheidsrechter: Paddy Morris (NIR) |

|                                                                       |                                                                                        |       |                  |                                                                                |
| 30 april Vriendschappelijk № 223 «onderlinge duels» 18:30 uur (UTC+1) | Schotland                                                                              | 6 – 0 | Verenigde Staten | Hampden Park, Glasgow Toeschouwers: 107.765 Scheidsrechter: Doug Gerrard (SCO) |
| 30 april Vriendschappelijk № 223 «onderlinge duels» 18:30 uur (UTC+1) | Lawrie Reilly 9', 11', 34' Ian McMillan 29' John O'Connell 60' (e.d.) Ian McMillan 89' |       |                  | Hampden Park, Glasgow Toeschouwers: 107.765 Scheidsrechter: Doug Gerrard (SCO) |

|                                                                     |                    |       |                                       |                                                                                          |
| 25 mei Vriendschappelijk № 224 «onderlinge duels» 13:30 uur (UTC+1) | Denemarken         | 1 – 2 | Schotland                             | Københavns Idrætspark, Kopenhagen Toeschouwers: 39.000 Scheidsrechter: Sten Ahlner (SWE) |
| 25 mei Vriendschappelijk № 224 «onderlinge duels» 13:30 uur (UTC+1) | Poul Rasmussen 64' |       | 48' Willie Thornton 70' Lawrie Reilly | Københavns Idrætspark, Kopenhagen Toeschouwers: 39.000 Scheidsrechter: Sten Ahlner (SWE) |

|                                                                     |                                                        |       |                  |                                                                                     |
| 30 mei Vriendschappelijk № 225 «onderlinge duels» 18:45 uur (UTC+1) | Zweden                                                 | 3 – 1 | Schotland        | Råsundastadion, Solna Toeschouwers: 32.122 Scheidsrechter: Karel van der Meer (NED) |
| 30 mei Vriendschappelijk № 225 «onderlinge duels» 18:45 uur (UTC+1) | Gösta Sandberg 2' Gösta Löfgren 3' Sylve Bengtsson 71' |       | 7' Billy Liddell | Råsundastadion, Solna Toeschouwers: 32.122 Scheidsrechter: Karel van der Meer (NED) |

|                                                                                         |                 |       |                                   |                                                                          |
| 18 oktober British Home Championship 1952/53 № 226 «onderlinge duels» 15:00 uur (UTC+1) | Wales           | 1 – 2 | Schotland                         | Ninian Park, Cardiff Toeschouwers: 60.261 Scheidsrechter: Alf Bond (ENG) |
| 18 oktober British Home Championship 1952/53 № 226 «onderlinge duels» 15:00 uur (UTC+1) | Trevor Ford 24' |       | 32' Allan Brown 69' Billy Liddell | Ninian Park, Cardiff Toeschouwers: 60.261 Scheidsrechter: Alf Bond (ENG) |

|                                                                                       |                   |       |                  |                                                                            |
| 5 november British Home Championship 1952/53 № 227 «onderlinge duels» 14:45 uur (UTC) | Schotland         | 1 – 1 | Noord-Ierland    | Hampden Park, Glasgow Toeschouwers: 65.057 Scheidsrechter: Bob Smith (WAL) |
| 5 november British Home Championship 1952/53 № 227 «onderlinge duels» 14:45 uur (UTC) | Lawrie Reilly 89' |       | 82' Jimmy D'Arcy | Hampden Park, Glasgow Toeschouwers: 65.057 Scheidsrechter: Bob Smith (WAL) |

### 1953
|                                                                                     |                       |       |                        |                                                                                    |
| 18 april British Home Championship 1952/53 № 228 «onderlinge duels» 15:00 uur (UTC) | Engeland              | 2 – 2 | Schotland              | Wembley Stadium, Londen Toeschouwers: 97.000 Scheidsrechter: Thomas Mitchell (NIR) |
| 18 april British Home Championship 1952/53 № 228 «onderlinge duels» 15:00 uur (UTC) | Ivor Broadis 18', 69' |       | 54', 89' Lawrie Reilly | Wembley Stadium, Londen Toeschouwers: 97.000 Scheidsrechter: Thomas Mitchell (NIR) |

|                                                                    |                     |       |                                     |                                                                               |
| 6 mei Vriendschappelijk № 229 «onderlinge duels» 18:30 uur (UTC+1) | Schotland           | 1 – 2 | Zweden                              | Hampden Park, Glasgow Toeschouwers: 83.800 Scheidsrechter: William Ling (ENG) |
| 6 mei Vriendschappelijk № 229 «onderlinge duels» 18:30 uur (UTC+1) | Bobby Johnstone 40' |       | 34' Gösta Löfgren 53' Lars Eriksson | Hampden Park, Glasgow Toeschouwers: 83.800 Scheidsrechter: William Ling (ENG) |

| |                            |       |                                               |                                                                               |
| 3 oktober WK 1954 kwalificatie / British Home Championship 1953/54 № 230 «onderlinge duels» 15:00 uur (UTC+1) | Noord-Ierland              | 1 – 3 | Schotland                                     | Windsor Park, Belfast Toeschouwers: 58.248 Scheidsrechter: Arthur Ellis (ENG) |
| 3 oktober WK 1954 kwalificatie / British Home Championship 1953/54 № 230 «onderlinge duels» 15:00 uur (UTC+1) | Norman Lockhart 75' (pen.) |       | 47', 70' Charlie Fleming 76' Jackie Henderson | Windsor Park, Belfast Toeschouwers: 58.248 Scheidsrechter: Arthur Ellis (ENG) |

| |                                                       |       |                                                 |                                                                                  |
| 4 november WK 1954 kwalificatie / British Home Championship 1953/54 № 231 «onderlinge duels» 14:45 uur (UTC) | Schotland                                             | 3 – 3 | Wales                                           | Hampden Park, Glasgow Toeschouwers: 71.378 Scheidsrechter: Thomas Mitchell (NIR) |
| 4 november WK 1954 kwalificatie / British Home Championship 1953/54 № 231 «onderlinge duels» 14:45 uur (UTC) | Allan Brown 20' Bobby Johnstone 35' Lawrie Reilly 49' |       | 49' (pen.), 90' John Charles 62' Ivor Allchurch | Hampden Park, Glasgow Toeschouwers: 71.378 Scheidsrechter: Thomas Mitchell (NIR) |

### 1954
| |                                  |       |                                                                        |                                                                                   |
| 3 april WK 1954 kwalificatie / British Home Championship 1953/54 № 232 «onderlinge duels» 15:00 uur (UTC+1) | Schotland                        | 2 – 4 | Engeland                                                               | Hampden Park, Glasgow Toeschouwers: 134.544 Scheidsrechter: Thomas Mitchell (NIR) |
| 3 april WK 1954 kwalificatie / British Home Championship 1953/54 № 232 «onderlinge duels» 15:00 uur (UTC+1) | Allan Brown 7' Willie Ormond 88' |       | 14' Ivor Broadis 49' Johnny Nicholls 68' Ronnie Allen 85' Jimmy Mullen | Hampden Park, Glasgow Toeschouwers: 134.544 Scheidsrechter: Thomas Mitchell (NIR) |

|                                                                    |                     |       |           |                                                                              |
| 5 mei Vriendschappelijk № 233 «onderlinge duels» 18:30 uur (UTC+1) | Schotland           | 1 – 0 | Noorwegen | Hampden Park, Glasgow Toeschouwers: 25.897 Scheidsrechter: Jack Clough (ENG) |
| 5 mei Vriendschappelijk № 233 «onderlinge duels» 18:30 uur (UTC+1) | George Hamilton 35' |       |           | Hampden Park, Glasgow Toeschouwers: 25.897 Scheidsrechter: Jack Clough (ENG) |

|                                                                     |                |       |                      |                                                                                      |
| 19 mei Vriendschappelijk № 234 «onderlinge duels» 19:00 uur (UTC+1) | Noorwegen      | 1 – 1 | Schotland            | Ullevaalstadion, Oslo Toeschouwers: 23.849 Scheidsrechter: John Erik Andersson (SWE) |
| 19 mei Vriendschappelijk № 234 «onderlinge duels» 19:00 uur (UTC+1) | Harry Kure 88' |       | 55' Johnny MacKenzie | Ullevaalstadion, Oslo Toeschouwers: 23.849 Scheidsrechter: John Erik Andersson (SWE) |

|                                                                     |                    |       |                                      |                                                                                    |
| 25 mei Vriendschappelijk № 235 «onderlinge duels» 19:00 uur (UTC+2) | Finland            | 1 – 2 | Schotland                            | Olympisch Stadion, Helsinki Toeschouwers: 21.685 Scheidsrechter: Sten Ahlner (SWE) |
| 25 mei Vriendschappelijk № 235 «onderlinge duels» 19:00 uur (UTC+2) | Olavi Lahtinen 86' |       | 7' Willie Ormond 47' Bobby Johnstone | Olympisch Stadion, Helsinki Toeschouwers: 21.685 Scheidsrechter: Sten Ahlner (SWE) |

| Wereldkampioenschap voetbal 1954 |
| -------------------------------- |

|                                                                    |                  |       |           |                                                                             |
| 16 juni WK 1954 Groep C № 236 «onderlinge duels» 18:00 uur (UTC+1) | Oostenrijk       | 1 – 0 | Schotland | Hardturm, Zürich Toeschouwers: 25.000 Scheidsrechter: Laurent Franken (BEL) |
| 16 juni WK 1954 Groep C № 236 «onderlinge duels» 18:00 uur (UTC+1) | Erich Probst 33' |       |           | Hardturm, Zürich Toeschouwers: 25.000 Scheidsrechter: Laurent Franken (BEL) |

|                                                                    |                                                                          |       |           |                                                                                     |
| 19 juni WK 1954 Groep C № 237 «onderlinge duels» 17:00 uur (UTC+1) | Uruguay                                                                  | 7 – 0 | Schotland | St. Jakob-Park, Bazel Toeschouwers: 34.000 Scheidsrechter: Vincenzo Orlandini (ITA) |
| 19 juni WK 1954 Groep C № 237 «onderlinge duels» 17:00 uur (UTC+1) | Carlos Borges 17', 47', 57' Óscar Míguez 30', 83' Julio Abbadie 54', 85' |       |           | St. Jakob-Park, Bazel Toeschouwers: 34.000 Scheidsrechter: Vincenzo Orlandini (ITA) |

|  |  |  |  |  |  |  |  |  |

|                                                                                       |       |                   |           |                                                                              |
| 16 oktober British Home Championship 1954/55 № 238 «onderlinge duels» 15:00 uur (UTC) | Wales | 0 – 1             | Schotland | Ninian Park, Cardiff Toeschouwers: 53.000 Scheidsrechter: William Ling (ENG) |
| 16 oktober British Home Championship 1954/55 № 238 «onderlinge duels» 15:00 uur (UTC) |       | 70' Paddy Buckley |           | Ninian Park, Cardiff Toeschouwers: 53.000 Scheidsrechter: William Ling (ENG) |

|                                                                                       |                                        |       |                                     |                                                                           |
| 3 november British Home Championship 1954/55 № 239 «onderlinge duels» 14:45 uur (UTC) | Schotland                              | 2 – 2 | Noord-Ierland                       | Hampden Park, Glasgow Toeschouwers: 46.200 Scheidsrechter: Alf Bond (ENG) |
| 3 november British Home Championship 1954/55 № 239 «onderlinge duels» 14:45 uur (UTC) | Jimmy Davidson 22' Bobby Johnstone 74' |       | 24' Billy Bingham 43' Billy McAdams | Hampden Park, Glasgow Toeschouwers: 46.200 Scheidsrechter: Alf Bond (ENG) |

|                                                                       |                                    |       |                                                                            |                                                                            |
| 8 december Vriendschappelijk № 240 «onderlinge duels» 14:15 uur (UTC) | Schotland                          | 2 – 4 | Hongarije                                                                  | Hampden Park, Glasgow Toeschouwers: 113.146 Scheidsrechter: Leo Horn (NED) |
| 8 december Vriendschappelijk № 240 «onderlinge duels» 14:15 uur (UTC) | Tommy Ring 36' Bobby Johnstone 46' |       | 20' József Bozsik 26' Nándor Hidegkuti 44' Károly Sándor 89' Sándor Kocsis | Hampden Park, Glasgow Toeschouwers: 113.146 Scheidsrechter: Leo Horn (NED) |

### 1955
|                                                                                    |                                                                      |       |                                      |                                                                                     |
| 2 april British Home Championship 1954/55 № 241 «onderlinge duels» 15:00 uur (UTC) | Engeland                                                             | 7 – 2 | Schotland                            | Wembley Stadium, Londen Toeschouwers: 96.847 Scheidsrechter: Mervyn Griffiths (WAL) |
| 2 april British Home Championship 1954/55 № 241 «onderlinge duels» 15:00 uur (UTC) | Dennis Wilshaw 1', 70', 73', 84' Nat Lofthouse 7', 36' Don Revie 24' |       | 15' Lawrie Reilly 85' Tommy Docherty | Wembley Stadium, Londen Toeschouwers: 96.847 Scheidsrechter: Mervyn Griffiths (WAL) |

|                                                                    |                                                      |       |          |                                                                                   |
| 4 mei Vriendschappelijk № 242 «onderlinge duels» 18:30 uur (UTC+1) | Schotland                                            | 3 – 0 | Portugal | Hampden Park, Glasgow Toeschouwers: 20.858 Scheidsrechter: Juan Gardeazábal (ESP) |
| 4 mei Vriendschappelijk № 242 «onderlinge duels» 18:30 uur (UTC+1) | Tommy Gemmell 7' Billy Liddell 36' Lawrie Reilly 89' |       |          | Hampden Park, Glasgow Toeschouwers: 20.858 Scheidsrechter: Juan Gardeazábal (ESP) |

|                                                   |                                         |       |                                    |                                                                                     |
| 15 mei Vriendschappelijk № 243 «onderlinge duels» | Joegoslavië                             | 2 – 2 | Schotland                          | JNA Stadion, Belgrado Toeschouwers: 18.000 Scheidsrechter: Vincenzo Orlandini (ITA) |
| 15 mei Vriendschappelijk № 243 «onderlinge duels» | Todor Veselinović 13' Bernard Vukas 38' |       | 29' Lawrie Reilly 38' Gordon Smith | JNA Stadion, Belgrado Toeschouwers: 18.000 Scheidsrechter: Vincenzo Orlandini (ITA) |

|                                                                     |                  |       |                                                                          |                                                                                   |
| 19 mei Vriendschappelijk № 244 «onderlinge duels» 17:00 uur (UTC+1) | Oostenrijk       | 1 – 4 | Schotland                                                                | Prater-stadion, Wenen Toeschouwers: 65.000 Scheidsrechter: Giorgio Bernardi (ITA) |
| 19 mei Vriendschappelijk № 244 «onderlinge duels» 17:00 uur (UTC+1) | Ernst Ocwirk 87' |       | 1' Archie Robertson 43' Gordon Smith 70' Billy Liddell 89' Lawrie Reilly | Prater-stadion, Wenen Toeschouwers: 65.000 Scheidsrechter: Giorgio Bernardi (ITA) |

|                                                                     |                                                          |       |                  |                                                                                     |
| 29 mei Vriendschappelijk № 245 «onderlinge duels» 18:00 uur (UTC+2) | Hongarije                                                | 3 – 1 | Schotland        | Népstadion, Boedapest Toeschouwers: 102.000 Scheidsrechter: Friedrich Seipelt (AUT) |
| 29 mei Vriendschappelijk № 245 «onderlinge duels» 18:00 uur (UTC+2) | Nándor Hidegkuti 51' Sándor Kocsis 59' Máté Fenyvesi 68' |       | 42' Gordon Smith | Népstadion, Boedapest Toeschouwers: 102.000 Scheidsrechter: Friedrich Seipelt (AUT) |

|                                                                                      |                                          |       |                   |                                                                             |
| 8 oktober British Home Championship 1955/56 № 246 «onderlinge duels» 15:00 uur (UTC) | Noord-Ierland                            | 2 – 1 | Schotland         | Windsor Park, Belfast Toeschouwers: 48.000 Scheidsrechter: Jack Kelly (ENG) |
| 8 oktober British Home Championship 1955/56 № 246 «onderlinge duels» 15:00 uur (UTC) | Jackie Blanchflower 7' Billy Bingham 16' |       | 62' Lawrie Reilly | Windsor Park, Belfast Toeschouwers: 48.000 Scheidsrechter: Jack Kelly (ENG) |

|                                                                                       |                          |       |       |                                                                            |
| 9 november British Home Championship 1955/56 № 247 «onderlinge duels» 14:30 uur (UTC) | Schotland                | 2 – 0 | Wales | Hampden Park, Glasgow Toeschouwers: 53.887 Scheidsrechter: Reg Leafe (ENG) |
| 9 november British Home Championship 1955/56 № 247 «onderlinge duels» 14:30 uur (UTC) | Bobby Johnstone 14', 24' |       |       | Hampden Park, Glasgow Toeschouwers: 53.887 Scheidsrechter: Reg Leafe (ENG) |

### 1956
|                                                                                     |                   |       |                   |                                                                                 |
| 14 april British Home Championship 1955/56 № 248 «onderlinge duels» 15:00 uur (UTC) | Schotland         | 1 – 1 | Engeland          | Hampden Park, Glasgow Toeschouwers: 132.817 Scheidsrechter: Leo Callaghan (WAL) |
| 14 april British Home Championship 1955/56 № 248 «onderlinge duels» 15:00 uur (UTC) | Graham Leggat 60' |       | 89' Johnny Haynes | Hampden Park, Glasgow Toeschouwers: 132.817 Scheidsrechter: Leo Callaghan (WAL) |

|                                                                    |                |       |                    |                                                                                 |
| 2 mei Vriendschappelijk № 249 «onderlinge duels» 18:30 uur (UTC+1) | Schotland      | 1 – 1 | Oostenrijk         | Hampden Park, Glasgow Toeschouwers: 80.509 Scheidsrechter: Jan Bronkhorst (NED) |
| 2 mei Vriendschappelijk № 249 «onderlinge duels» 18:30 uur (UTC+1) | Alfie Conn 12' |       | 13' Theodor Wagner | Hampden Park, Glasgow Toeschouwers: 80.509 Scheidsrechter: Jan Bronkhorst (NED) |

|                                                                                       |                                 |       |                                     |                                                                          |
| 20 oktober British Home Championship 1956/57 № 250 «onderlinge duels» 15:00 uur (UTC) | Wales                           | 2 – 2 | Schotland                           | Ninian Park, Cardiff Toeschouwers: 60.000 Scheidsrechter: Bob Mann (ENG) |
| 20 oktober British Home Championship 1956/57 № 250 «onderlinge duels» 15:00 uur (UTC) | Trevor Ford 6' Terry Medwin 31' |       | 28' Willie Fernie 35' Lawrie Reilly | Ninian Park, Cardiff Toeschouwers: 60.000 Scheidsrechter: Bob Mann (ENG) |

|                                                                                       |                |       |               |                                                                            |
| 7 november British Home Championship 1956/57 № 251 «onderlinge duels» 14:30 uur (UTC) | Schotland      | 1 – 0 | Noord-Ierland | Hampden Park, Glasgow Toeschouwers: 65.035 Scheidsrechter: Reg Leafe (ENG) |
| 7 november British Home Championship 1956/57 № 251 «onderlinge duels» 14:30 uur (UTC) | Alex Scott 25' |       |               | Hampden Park, Glasgow Toeschouwers: 65.035 Scheidsrechter: Reg Leafe (ENG) |

|                                                                        |                                  |       |             |                                                                              |
| 21 november Vriendschappelijk № 252 «onderlinge duels» 14:30 uur (UTC) | Schotland                        | 2 – 0 | Joegoslavië | Hampden Park, Glasgow Toeschouwers: 55.521 Scheidsrechter: Piet Roomer (NED) |
| 21 november Vriendschappelijk № 252 «onderlinge duels» 14:30 uur (UTC) | Jackie Mudie 37' Sammy Baird 55' |       |             | Hampden Park, Glasgow Toeschouwers: 55.521 Scheidsrechter: Piet Roomer (NED) |

### 1957
|                                                                                    |                                    |       |               |                                                                                |
| 6 april British Home Championship 1956/57 № 253 «onderlinge duels» 15:00 uur (UTC) | Engeland                           | 2 – 1 | Schotland     | Wembley Stadium, Londen Toeschouwers: 97.520 Scheidsrechter: Piet Roomer (NED) |
| 6 april British Home Championship 1956/57 № 253 «onderlinge duels» 15:00 uur (UTC) | Derek Kevan 64' Duncan Edwards 84' |       | 1' Tommy Ring | Wembley Stadium, Londen Toeschouwers: 97.520 Scheidsrechter: Piet Roomer (NED) |

|                                                                       |                                                  |       |                                     |                                                                               |
| 8 mei WK 1958 kwalificatie № 254 «onderlinge duels» 18:45 uur (UTC+1) | Schotland                                        | 4 – 2 | Spanje                              | Hampden Park, Glasgow Toeschouwers: 88.890 Scheidsrechter: Albert Dusch (FRG) |
| 8 mei WK 1958 kwalificatie № 254 «onderlinge duels» 18:45 uur (UTC+1) | Jackie Mudie 23', 65', 78' John Hewie 40' (pen.) |       | 28' Ladislao Kubala 49' Luis Suárez | Hampden Park, Glasgow Toeschouwers: 88.890 Scheidsrechter: Albert Dusch (FRG) |

|                                                                        |                      |       |                                    |                                                                                    |
| 19 mei WK 1958 kwalificatie № 255 «onderlinge duels» 15:00 uur (UTC+1) | Zwitserland          | 1 – 2 | Schotland                          | St. Jakob-Park, Bazel Toeschouwers: 48.000 Scheidsrechter: Friedrich Seipelt (AUT) |
| 19 mei WK 1958 kwalificatie № 255 «onderlinge duels» 15:00 uur (UTC+1) | Roger Vonlanthen 13' |       | 33' Jackie Mudie 71' Bobby Collins | St. Jakob-Park, Bazel Toeschouwers: 48.000 Scheidsrechter: Friedrich Seipelt (AUT) |

|                                                                     |                   |       |                                         |                                                                                      |
| 22 mei Vriendschappelijk № 256 «onderlinge duels» 17:00 uur (UTC+1) | West-Duitsland    | 1 – 3 | Schotland                               | Neckarstadion, Stuttgart Toeschouwers: 76.000 Scheidsrechter: Gottfried Dienst (SUI) |
| 22 mei Vriendschappelijk № 256 «onderlinge duels» 17:00 uur (UTC+1) | Gerhard Siedl 70' |       | 21', 56' Bobby Collins 34' Jackie Mudie | Neckarstadion, Stuttgart Toeschouwers: 76.000 Scheidsrechter: Gottfried Dienst (SUI) |

|                                                                        |                                                        |       |                  |                                                                                        |
| 26 mei WK 1958 kwalificatie № 257 «onderlinge duels» 17:30 uur (UTC+1) | Spanje                                                 | 4 – 1 | Schotland        | Estadio Santiago Bernabéu, Madrid Toeschouwers: 90.000 Scheidsrechter: Reg Leafe (ENG) |
| 26 mei WK 1958 kwalificatie № 257 «onderlinge duels» 17:30 uur (UTC+1) | Enrique Mateos 11' Ladislao Kubala 33' Basora 60', 87' |       | 84' Gordon Smith | Estadio Santiago Bernabéu, Madrid Toeschouwers: 90.000 Scheidsrechter: Reg Leafe (ENG) |

|                                                                                        |                   |       |                   |                                                                                |
| 5 oktober British Home Championship 1957/58 № 258 «onderlinge duels» 15:00 uur (UTC+1) | Noord-Ierland     | 1 – 1 | Schotland         | Windsor Park, Belfast Toeschouwers: 50.000 Scheidsrechter: Leo Callaghan (WAL) |
| 5 oktober British Home Championship 1957/58 № 258 «onderlinge duels» 15:00 uur (UTC+1) | Billy Bingham 47' |       | 56' Graham Leggat | Windsor Park, Belfast Toeschouwers: 50.000 Scheidsrechter: Leo Callaghan (WAL) |

|                                                                          |                                                      |       |                                          |                                                                            |
| 6 november WK 1958 kwalificatie № 259 «onderlinge duels» 14:30 uur (UTC) | Schotland                                            | 3 – 2 | Zwitserland                              | Hampden Park, Glasgow Toeschouwers: 58.811 Scheidsrechter: Reg Leafe (ENG) |
| 6 november WK 1958 kwalificatie № 259 «onderlinge duels» 14:30 uur (UTC) | Archie Robertson 27' Jackie Mudie 52' Alex Scott 70' |       | 35' Ferdinando Riva 75' Marcel Vonlanden | Hampden Park, Glasgow Toeschouwers: 58.811 Scheidsrechter: Reg Leafe (ENG) |

|                                                                                        |                   |       |                  |                                                                              |
| 13 november British Home Championship 1957/58 № 260 «onderlinge duels» 14:30 uur (UTC) | Schotland         | 1 – 1 | Wales            | Hampden Park, Glasgow Toeschouwers: 42.918 Scheidsrechter: Jack Clough (ENG) |
| 13 november British Home Championship 1957/58 № 260 «onderlinge duels» 14:30 uur (UTC) | Bobby Collins 14' |       | 75' Terry Medwin | Hampden Park, Glasgow Toeschouwers: 42.918 Scheidsrechter: Jack Clough (ENG) |

### 1958
|                                                                                     |           |                                                           |          |                                                                                |
| 19 april British Home Championship 1957/58 № 261 «onderlinge duels» 15:00 uur (UTC) | Schotland | 0 – 4                                                     | Engeland | Hampden Park, Glasgow Toeschouwers: 127.874 Scheidsrechter: Albert Dusch (FRG) |
| 19 april British Home Championship 1957/58 № 261 «onderlinge duels» 15:00 uur (UTC) |           | 22' Bryan Douglas 35', 74' Derek Kevan 66' Bobby Charlton |          | Hampden Park, Glasgow Toeschouwers: 127.874 Scheidsrechter: Albert Dusch (FRG) |

|                                                                    |                  |       |                   |                                                                              |
| 7 mei Vriendschappelijk № 262 «onderlinge duels» 19:45 uur (UTC+1) | Schotland        | 1 – 1 | Hongarije         | Hampden Park, Glasgow Toeschouwers: 54.900 Scheidsrechter: Jack Clough (ENG) |
| 7 mei Vriendschappelijk № 262 «onderlinge duels» 19:45 uur (UTC+1) | Jackie Mudie 14' |       | 54' Máté Fenyvesi | Hampden Park, Glasgow Toeschouwers: 54.900 Scheidsrechter: Jack Clough (ENG) |

|                                                                     |                    |       |                        |                                                                                          |
| 1 juni Vriendschappelijk № 263 «onderlinge duels» 18:00 uur (UTC+2) | Polen              | 1 – 2 | Schotland              | Stadion Dziesięciolecia, Warschau Toeschouwers: 70.000 Scheidsrechter: Jenő Sramkó (HUN) |
| 1 juni Vriendschappelijk № 263 «onderlinge duels» 18:00 uur (UTC+2) | Gerard Cieślik 84' |       | 21', 53' Bobby Collins | Stadion Dziesięciolecia, Warschau Toeschouwers: 70.000 Scheidsrechter: Jenő Sramkó (HUN) |

| Wereldkampioenschap voetbal 1958 |
| -------------------------------- |

|                                                                   |                         |       |                  |                                                                              |
| 8 juni WK 1958 Groep B № 264 «onderlinge duels» 19:00 uur (UTC+1) | Joegoslavië             | 1 – 1 | Schotland        | Arosvallen, Västerås Toeschouwers: 9.591 Scheidsrechter: Paul Wyssling (SUI) |
| 8 juni WK 1958 Groep B № 264 «onderlinge duels» 19:00 uur (UTC+1) | Aleksandar Petaković 6' |       | 49' Jimmy Murray | Arosvallen, Västerås Toeschouwers: 9.591 Scheidsrechter: Paul Wyssling (SUI) |

|                                                                    |                             |       |                       |                                                                                         |
| 11 juni WK 1958 Groep B № 265 «onderlinge duels» 19:00 uur (UTC+1) | Paraguay                    | 3 – 2 | Schotland             | Idrottsparken, Norrköping Toeschouwers: 11.665 Scheidsrechter: Vincenzo Orlandini (ITA) |
| 11 juni WK 1958 Groep B № 265 «onderlinge duels» 19:00 uur (UTC+1) | Agüero 4' Ré 45' Parodi 73' |       | Mudie 24' Collins 74' | Idrottsparken, Norrköping Toeschouwers: 11.665 Scheidsrechter: Vincenzo Orlandini (ITA) |

|                                                                    |                                    |       |                 |                                                                           |
| 15 juni WK 1958 Groep B № 266 «onderlinge duels» 19:00 uur (UTC+1) | Frankrijk                          | 2 – 1 | Schotland       | Eyravallen, Örebro Toeschouwers: 13.554 Scheidsrechter: Juan Brozzi (ARG) |
| 15 juni WK 1958 Groep B № 266 «onderlinge duels» 19:00 uur (UTC+1) | Raymond Kopa 22' Just Fontaine 44' |       | Sammy Baird 58' | Eyravallen, Örebro Toeschouwers: 13.554 Scheidsrechter: Juan Brozzi (ARG) |

|  |  |  |  |  |  |  |  |  |

|                                                                                       |       |                                                   |           |                                                                           |
| 18 oktober British Home Championship 1958/59 № 267 «onderlinge duels» 15:00 uur (UTC) | Wales | 0 – 3                                             | Schotland | Ninian Park, Cardiff Toeschouwers: 59.162 Scheidsrechter: Reg Leafe (ENG) |
| 18 oktober British Home Championship 1958/59 № 267 «onderlinge duels» 15:00 uur (UTC) |       | 30' Graham Leggat 65' Denis Law 79' Bobby Collins |           | Ninian Park, Cardiff Toeschouwers: 59.162 Scheidsrechter: Reg Leafe (ENG) |

|                                                                                         |                                  |       |                                          |                                                                              |
| 5 november British Home Championship 1958/59 № 268 «onderlinge duels» 14:45 uur (UTC+1) | Schotland                        | 2 – 2 | Noord-Ierland                            | Hampden Park, Glasgow Toeschouwers: 72.732 Scheidsrechter: Jack Clough (ENG) |
| 5 november British Home Championship 1958/59 № 268 «onderlinge duels» 14:45 uur (UTC+1) | David Herd 53' Bobby Collins 56' |       | 74' (e.d.) Eric Caldow 83' Jimmy McIlroy | Hampden Park, Glasgow Toeschouwers: 72.732 Scheidsrechter: Jack Clough (ENG) |

### 1959
|                                                                                     |                    |       |           |                                                                                   |
| 11 april British Home Championship 1958/59 № 269 «onderlinge duels» 15:00 uur (UTC) | Engeland           | 1 – 0 | Schotland | Wembley Stadium, Londen Toeschouwers: 98.329 Scheidsrechter: Joaquim Campos (POR) |
| 11 april British Home Championship 1958/59 № 269 «onderlinge duels» 15:00 uur (UTC) | Bobby Charlton 59' |       |           | Wembley Stadium, Londen Toeschouwers: 98.329 Scheidsrechter: Joaquim Campos (POR) |

|                                                                    |                                              |       |                                           |                                                                                |
| 6 mei Vriendschappelijk № 270 «onderlinge duels» 19:00 uur (UTC+1) | Schotland                                    | 3 – 2 | West-Duitsland                            | Hampden Park, Glasgow Toeschouwers: 103.415 Scheidsrechter: Arthur Ellis (ENG) |
| 6 mei Vriendschappelijk № 270 «onderlinge duels» 19:00 uur (UTC+1) | John White 1' Andy Weir 7' Graham Leggat 23' |       | 14' Uwe Seeler 37' (pen.) Erich Juskowiak | Hampden Park, Glasgow Toeschouwers: 103.415 Scheidsrechter: Arthur Ellis (ENG) |

|                                                                     |                      |       |                                     |                                                                                        |
| 27 mei Vriendschappelijk № 271 «onderlinge duels» 17:00 uur (UTC+1) | Nederland            | 1 – 2 | Schotland                           | Olympisch Stadion, Amsterdam Toeschouwers: 55.000 Scheidsrechter: Joaquim Campos (POR) |
| 27 mei Vriendschappelijk № 271 «onderlinge duels» 17:00 uur (UTC+1) | Cor van der Gijp 18' |       | 59' Bobby Collins 65' Graham Leggat | Olympisch Stadion, Amsterdam Toeschouwers: 55.000 Scheidsrechter: Joaquim Campos (POR) |

|                                                                     |             |       |           | |
| 3 juni Vriendschappelijk № 272 «onderlinge duels» 22:00 uur (UTC+1) | Portugal    | 1 – 0 | Schotland | Estádio José Alvalade, Lissabon Toeschouwers: 30.000 Scheidsrechter: Daniel Zariquiegui Izco (ESP) |
| 3 juni Vriendschappelijk № 272 «onderlinge duels» 22:00 uur (UTC+1) | Matateu 25' |       |           | Estádio José Alvalade, Lissabon Toeschouwers: 30.000 Scheidsrechter: Daniel Zariquiegui Izco (ESP) |

|                                                                                        |               |                                                                           |           |                                                                            |
| 3 oktober British Home Championship 1959/60 № 273 «onderlinge duels» 15:00 uur (UTC+1) | Noord-Ierland | 0 – 4                                                                     | Schotland | Windsor Park, Belfast Toeschouwers: 56.000 Scheidsrechter: Reg Leafe (ENG) |
| 3 oktober British Home Championship 1959/60 № 273 «onderlinge duels» 15:00 uur (UTC+1) |               | 25' Graham Leggat 34' (pen.) John Hewie 41' John White 54' George Mulhall |           | Windsor Park, Belfast Toeschouwers: 56.000 Scheidsrechter: Reg Leafe (ENG) |

|                                                                                       |                   |       |                 |                                                                               |
| 4 november British Home Championship 1959/60 № 274 «onderlinge duels» 14:45 uur (UTC) | Schotland         | 1 – 1 | Wales           | Hampden Park, Glasgow Toeschouwers: 55.813 Scheidsrechter: Kevin Howley (ENG) |
| 4 november British Home Championship 1959/60 № 274 «onderlinge duels» 14:45 uur (UTC) | Graham Leggat 46' |       | 8' John Charles | Hampden Park, Glasgow Toeschouwers: 55.813 Scheidsrechter: Kevin Howley (ENG) |

UEFA: Albanië · België · Bulgarije · Denemarken · West-Duitsland · Duitse Democratische Republiek · Engeland · Finland · Frankrijk · Griekenland · Hongarije · Ierland · IJsland · Italië · Joegoslavië · Kroatië · Luxemburg · Malta · Nederland · Noord-Ierland · Noorwegen · Oostenrijk · Polen · Portugal · Roemenië · Saarland · Schotland · Sovjet-Unie · Spanje · Tsjecho-Slowakije · Turkije · Wales · Zweden · Zwitserland

AFC: Israël
SFA · A-internationals · Selecties · Bondscoaches · Statistieken · Schots vrouwenelftal · Brits olympisch elftal · Schotland U21 · Schotland U20 · Schotland U19 · Schotland U18 · Schotland U17 · Schotland U16 · Vrouwen U17
1872 – 1899 ·
1900 – 1919 ·
1920 – 1929 ·
1930 – 1939 ·
1940 – 1949 ·
1950 – 1959 ·
1960 – 1969 ·
1970 – 1979 ·
1980 – 1989 ·
1990 – 1999 ·
2000 – 2009 ·
2010 – 2019 ·
2020 − 2029
EK's: 1992 ·
1996 ·
2020 ·
2024
WK's: 1954 ·
1958 ·
1974 ·
1978 ·
1982 ·
1986 ·
1990 ·
1998
1872 ·
1873 ·
1874 ·
1875 ·
1876 ·
1877 ·
1878 ·
1878 ·
1879 ·
1880 ·
1881 ·
1882 ·
1883 ·
1884 ·
1885 ·
1886 ·
1887 ·
1888 ·
1889 ·
1890 ·
1891 ·
1892 ·
1893 ·
1894 ·
1895 ·
1896 ·
1897 ·
1898 ·
1899 ·
1900 ·
1901 ·
1902 ·
1903 ·
1904 ·
1905 ·
1906 ·
1907 ·
1908 ·
1909 ·
1910 ·
1911 ·
1912 ·
1913 ·
1914 ·
1915–1919 ·
1920 ·
1921 ·
1922 ·
1923 ·
1924 ·
1925 ·
1926 ·
1927 ·
1928 ·
1929 ·
1930 ·
1931 ·
1932 ·
1933 ·
1934 ·
1935 ·
1936 ·
1937 ·
1938 ·
1939 ·
1940–1945 ·
1946 ·
1947 ·
1948 ·
1949 ·
1950 ·
1951 ·
1952 ·
1953 ·
1954 ·
1955 ·
1956 ·
1957 ·
1958 ·
1959 ·
1960 ·
1960 ·
1961 ·
1962 ·
1963 ·
1964 ·
1965 ·
1966 ·
1967 ·
1968 ·
1969 ·
1970 ·
1971 ·
1972 ·
1973 ·
1974 ·
1975 ·
1976 ·
1977 ·
1978 ·
1979 ·
1980 ·
1981 ·
1982 ·
1983 ·
1984 ·
1985 ·
1986 ·
1987 ·
1988 ·
1989 ·
1990 ·
1991 ·
1992 ·
1993 ·
1994 ·
1995 ·
1996 ·
1997 ·
1998 ·
1999 ·
2000 ·
2001 ·
2002 ·
2003 ·
2004 ·
2005 ·
2006 ·
2007 ·
2008 ·
2009 ·
2010 ·
2011 ·
2012 ·
2013 ·
2014 · 
2015 · 
2016 · 
2017 ·
2018 ·
2019 ·
2020 ·
2021 ·
2022
Albanië ·
Argentinië · 
Armenië ·
Australië ·
België ·
Bosnië en Herzegovina ·
Brazilië ·
Bulgarije ·
Canada ·
Chili ·
Colombia ·
Congo-Kinshasa ·
Costa Rica ·
Cyprus ·
DDR ·
Denemarken ·
Duitsland ·
Ecuador ·
Egypte ·
Engeland ·
Estland ·
Faeröer ·
Finland ·
Frankrijk ·
Georgië ·
Gibraltar · 
GOS ·
Griekenland ·
Hongarije ·
Ierland ·
IJsland ·
Iran ·
Israël ·
Italië ·
Japan ·
Joegoslavië ·
Kazachstan ·
Kroatië ·
Letland ·
Liechtenstein ·
Litouwen ·
Luxemburg ·
Malta ·
Marokko ·
Mexico ·
Moldavië ·
Nederland ·
Nieuw-Zeeland ·
Nigeria · 
Noord-Ierland ·
Noord-Macedonië ·
Noorwegen ·
Oekraïne ·
Oostenrijk ·
Paraguay ·
Peru ·
Polen ·
Portugal ·
Qatar ·
Roemenië ·
Rusland ·
San Marino ·
Saoedi-Arabië ·
Servië ·
Slovenië ·
Slowakije · 
Sovjet-Unie ·
Spanje ·
Trinidad en Tobago · 
Tsjechië ·
Tsjecho-Slowakije ·
Turkije · 
Uruguay ·
Verenigde Staten ·
Wales ·
Wit-Rusland ·
Zuid-Afrika ·
Zuid-Korea ·
Zweden ·
Zwitserland
Engeland (2021) · 
Kroatië (2021) · 
Nieuw-Zeeland (1982) · 
Tsjechië (2021)